# Samba de roda
Samba de roda es una variante de la música de samba de tipo más tradicional, de origen en el estado brasileño de Bahía, probablemente en el siglo XIX.
El estilo musical tradicional afrobrasileño se asocia con un baile, que a su vez está asociada con la capoeira. Es tocado por un grupo de instrumentos, entre ellos la pandereta, el tambor, el berimbau (instrumento de cuerda proveniente de Angola), la guitarra y algunos sonajeros (como las maracas), pero por sobre todo acompañada de cantos y aplausos.

## Patrimonio inmaterial
El Samba de roda en la región del Recôncavo bahiano, significa una mezcla de música, danza, poesía y fiesta. Presente en todo el estado de Bahía, el samba se practica principalmente en la región de Recôncavo.
El ritmo se ha extendido por todo el país, principalmente Pernambuco y Río de Janeiro. Río de Janeiro, ahora en su condición del Distrito Federal, se lo conoce como "la capital mundial de la samba brasileña", porque fue en esta ciudad en la que ha evolucionado hacia el samba, adquirió su diversidad artística y estableció, en el área urbana, un movimiento de gran valor social, como un medio que los negros tenía para enfrentar el acoso policial y el rechazo social. Se han visto eventos culturales negros con la supuesta violación de los valores morales, asignándolos como simples ruidos hasta supuestos rituales demoníacos, imagen distorsionada que los racistas han atribuido al Candomblé, que de hecho era la expresión religiosa de los negros con innegable importancia para su pueblo.

## Orígenes
El "Samba" habría sido inspirado principalmente de un ritmo africano, llamado "Semba", y se habría formado a partir de las referencias de diversos ritmos tribales africanos. Nótese que la diversidad cultural, incluso dentro de la raza negra en Brasil, fue muy notable, ya que los dueños de esclavos escogían al azar a sus súbditos, y con ello separaban a los africanos afines, pertenecientes a la misma tribu, que así se unían a tipos de africanos diferentes, algunos vinculados a tribus que eran hostiles en su continente original. Eso transformó seriamente el entorno social de los negros, no lo suficiente para el nuevo lugar en dónde vivirían, y esto en gran medida ha influido en la formación de la originalidad de la samba brasileña, con la creación de formas musicales en un contexto social diferente y diverso. Samba de Roda es también muy similar a la jongo.

## Estilos derivados
Con la modernización y la urbanización del samba, tuvieron varios nombres. En 1916 se tiene el primer registro del disco de samba, "Pelo Telefone" por el cantante y compositor Donga, y con el tiempo, vinieron otros cantantes de samba y autores: Ataulfo Alves, Pixinguinha, Noel Rosa, Cartola, Nelson Cavaquinho, entre muchos otros.
De los derivados de los ritmos del samba el más polémico fue la Bossa Nova, en la década de 1950. Lanzado al mercado por artistas como Antonio Carlos Jobim y João Gilberto (este último, bahiano de Juazeiro e inventor del ritmo en la guitarra), la Bossa Nova fue acusada por el historiador de la música brasileña, José Ramos Tinhorão, de haberse distanciado de la evolución natural del samba y se limitará sólo a tomar parte de su paso al unirse a la influencia del jazz y de estandards (una popular música de la película de Hollywood, cuyo ídolo era Frank Sinatra). Los defensores de la Bossa Nova, sin embargo, aún reconociendo que el ritmo tiene poco que ver con la realidad de los barrios pobres (por cierto, alejada de los principales barrios de la zona sur por los gobiernos estatales en los años 50 y 60), sin embargo argumentan que la Bossa Nova, sin lugar a dudas, ha contribuido al enriquecimiento de la música brasileña y el reconocimiento de la samba en el extranjero.

## Contemporaneidad
El acontecimiento cultural, en su forma contemporánea, está presente en obras de compositores como las de los bahianos Dorival Caymmi, João Gilberto y Caetano Veloso. En la década de 1980, el Samba estuvo representado por nombres como Zeca Pagodinho y Dudu Nobre. Desde finales de 1990, el Pagode comenzó a sufrir una decadencia y mostró la manera en que el samba, cuando otros géneros comienzan a perder popularidad, se mantiene como la principal forma de armonía musical brasileña, aunque siempre cambiando, con la adquisición de nuevas influencias. Así, recientemente ésta ha presentado por medio del Samba-reggae el nuevo género, que reúne todas las influencias del pasado, al mismo tiempo innova con la guitarra en la parte de cuerdas, que ha sustituido al ukelele.

## Historia
El Samba comenzó alrededor de 1860, como una manifestación de la cultura de los africanos que llegaron a Brasil. De acuerdo a la investigación histórica, Samba de Roda fue una de las bases de la formación de la samba.
La manifestación se divide en dos grupos distintivos: el samba "chula" y el samba "corrido". Al principio, los participantes no hicieron la samba, mientras que los cantantes gritaban la "chula" (una forma de poesía). La danza se inicia sólo después de la recitación, una persona en ese momento se para en el centro de la rueda con el sonido de los instrumentos y palmas. Ya en la samba "corrido", todos samban cuando dos solistas y el coro alternan el canto.
La samba de roda está relacionada con el culto a los orixás (deidades) y los caboclos (indios), la capoeira y la comida con aceite. La cultura portuguesa también se encuentra presente como una manifestación cultural por medio de la guitarra, de la pandereta y del lenguaje utilizado en las canciones.
Fue considerada por el Instituto del Patrimonio Histórico y Artístico Nacional (IPHAN) como patrimonio inmaterial. El ritmo de la danza tiene su candidatura en el Libro de Tombo, que registra los patrimonios incluidos por el IPHAN, lanzado el 4 de octubre de 2004 y, después de una extensa investigación sobre su historia, el Samba de roda fue finalmente registrada como patrimonio inmaterial el 25 de noviembre de 2005, situación que atrae muchos beneficios a la cultura popular y en especial a la cultura de Reconcavo, lugar de nacimiento de la Samba de roda.
Grabaciones de Samba de roda se encuentran las voces Doña Edith do Prato, nacida en Santo Amaro da Purificación, nodriza hermanos Velloso, y amiga de la señora Cano. Doña Edith tocaba samba con una faca (cuchillo) en un plato, del que proviene el apodo y su música continúa siendo respetada. El CD "Vozes da Purificação" (en español, Voces de la Purificación) contiene sambas de roda, la mayoría de dominio público, cantado por la señorita Edith y el coro Vozes da Purificação.
Otra cantante hizo un gran éxito en la Samba de roda y en la cultura popular de Reconcavo, es Mariene de Castro, con el CD "Abre Caminhos" (en español, Abre Caminos) en el que interpreta la música de Roque Ferreira y de otros compositores, con arreglos donde se puede disfrutar el conocimiento profundo de la cantante. Mariene ya cantó con Daniela Mercury y Beth Carvalho entre otras.